# Diósgyőri VTK
Diósgyőr-Vasgyári Testgyakorlók Köre, phổ biến hơn là Diósgyőri VTK (tiếng Hungary: [ˈdioːʒɟøːri ˈveːteːkaː]) là một câu lạc bộ thể thao Hungary từ quận Diósgyőr của Miskolc nổi tiếng với đội bóng đá ở đây. Được thành lập vào năm 1910 bởi thanh niên thuộc tầng lớp lao động địa phương, đội bóng chơi ở giải hạng nhất của giải bóng đá Hungary và đã dành phần lớn lịch sử ở hạng cao nhất của bóng đá Hungary. Diósgyőr nổi tiếng với những cổ động viên nhiệt tình - trong những năm qua Diósgyőr có một trong số lượng khán giả trung bình cao nhất trong hạng cao nhất Hungary. Câu lạc bộ đã trải qua thời kỳ hoàng kim đầu tiên vào cuối thập niên 70 và đầu thập niên 80, bao gồm vị trí thứ ba trong mùa giải 1978-79 của Liên đoàn Hungary và hai lần vô địch Cúp Hungary vào năm 1977 và 1980.

## Huy hiệu và màu sắc

### Lịch sử tên gọi
- 1910–38: Diósgyőri VTK
- 1938–45: Diósgyőri MÁVAG SC
- 1945–51: Diósgyőri VTK
- 1951–56: Diósgyőri Vasas
- 1956–92: Diósgyőri VTK Miskolc
- 1992–00: Diósgyőr FC
- 2000–03: Diósgyőri VTK
- 2003–04: DVTK 1910
- 2004–05: Diósgyőri Balaton FC (sau đó là Diósgyőri VTK-BFC)
- 2005–07: Diósgyőri VTK
- 2007–08: Diósgyőri VTK-BORSODI
- 2008–: Diósgyőri VTK

### Nhà sản xuất và nhà tài trợ áo
Bảng dưới đây trình bày chi tiết các nhà sản xuất và nhà tài trợ áo VTK của Diósgyóri theo năm: 
| Giai đoạn | Nhà sản xuất | Nhà tài trợ áo                 |
| --------- | ------------ | ------------------------------ |
| −2008     | saller       | Szeviép / Regale Klíma         |
| 2008      | saller       | –                              |
| 2009      | saller       | Szeviép / É.M.K.               |
| 2009–2010 | Erreà        | AVE / Jánosik és TSA. / É.M.K. |
| 2010–2011 | Erreà        | AVE                            |
| 2011–2013 | Nike         | –                              |
| 2014–2018 | Nike         | Borsodi                        |
| 2018–     | 2Rule        | Borsodi                        |

## Sân vận động và cơ sở vật chất

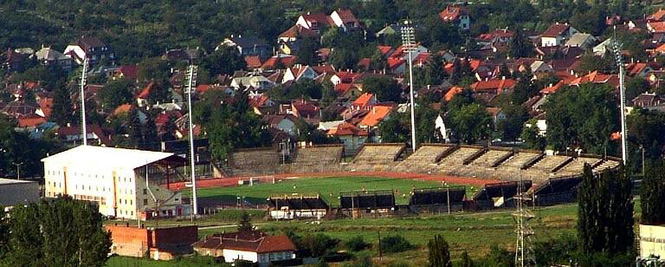
Diósgyőri Stadion cũ

Sân nhà của câu lạc bộ là Diósgyőri Stadion đa năng nằm ở Miskolc, Borsod-Abaúj-Zemplén, Hungary. Sức chứa tối đa của sân vận động là khoảng 17 000 khán giả.
Đội bóng thi đấu ở sân này từ năm 1911 đến 1939 gần căn tin của Diósgyőr Ironworks. Sân vận động được khai trương lần đầu tiên vào ngày 25 tháng 6 năm 1939.
Năm 1968 sân vận động đã có những mở rộng lớn và sức chứa đã tăng lên 22.000. Sân vận động sau đó được mở cửa trở lại sau khi cải tạo vào ngày 26 tháng 5 năm 1968. Vào thời điểm đó, nó là sân vận động lớn nhất ở Hungary bên ngoài Budapest. Kỷ lục tham dự cao nhất cho sân vận động được thiết lập vào ngày 27 tháng 11 năm 1968, khi khoảng 35.000 người chứng kiến trận đấu giữa DVTK và Ferencvárosi TC. trong những năm 2000, sức chứa đã giảm xuống còn 15.000 vì lý do an ninh, các phần của sân vận động đã bị đóng cửa khỏi công chúng.
Trước khi phá hủy vào năm 2016, sân vận động có các khu vực sau: Khán đài chính phía tây được xây dựng vào năm 1939. Ba cánh khác được chế tạo vào năm 1968, với bề mặt cỏ và đường chạy có mái che, nơi các trận đấu bóng đá và giải vô địch thể thao được tổ chức. Khu liên hợp chứa một sân tập luyện trên mặt cỏ được xây dựng vào năm 1977, một sân cỏ nhân tạo được xây dựng vào năm 2006, và hai sân khác với lớp phủ than mở ra vào những năm 1960. Các sân cỏ nhân tạo có đèn chiếu sáng. Gần sân vận động có một sân tập được bảo hiểm và một đấu trường quyền anh trước đây được mở lại cho bóng đá vào năm 2009. Mặc dù sân vận động không đáp ứng tiêu chuẩn của nhiều sân vận động châu Âu khác, nhưng đây là đấu trường hiện đại nhất ở Đông Hungary. Đèn pha đã được cài đặt và bắt đầu hoạt động vào ngày 15 tháng 11 năm 2003.
Khán đài chính đã được cải tạo lần đầu tiên vào năm 2005-06, và sau một dự án hiện đại hóa quan trọng, nó đã được khai trương vào ngày 23 tháng 4 năm 2006 với mái che trên 1.504 chỗ ngồi. Vào mùa giải 2009-2010, cánh phía đông của khán đài 40 tuổi đã bị phá hủy. Để kỉ niệm sinh nhật lần thứ 100 của câu lạc bộ, các khán đài có mái che mới được xây dựng với một bữa tiệc buffet, phòng vệ sinh và 3.137 chỗ ngồi trên cái gọi là "Cánh nắng" hay "Napos oldal". Cánh này được đặt tên như vậy bởi vì mặt trời sẽ gây khó khăn cho người hâm mộ khi xem các trận đấu trong cuộc thi buổi chiều. Xây dựng bắt đầu vào ngày 10 tháng 8 năm 2009 và một lễ khai mạc được tổ chức vào ngày 6 tháng 3 năm 2010. Bản nâng cấp 2009-10 có giá 400 triệu HUF. Trong mùa giải 2011-2012, các lĩnh vực đào tạo đã được hiện đại hóa, và hai lĩnh vực bổ sung đã được xây dựng. Hiện tại, có bốn sân tập với đèn pha, hai sân cỏ tự nhiên và 2 sân cỏ nhân tạo.
Từ năm 1992 đến năm 2000, sân được đặt tên là Sân vận động DFC do câu lạc bộ đã đổi tên từ DVTK thành câu lạc bộ bóng đá Diósgyőri. Trong mùa giải 2007-2008, tên của sân vận động là sân vận động DVTK- Borsodi, vì sự sắp xếp tài trợ.
Một phần nổi tiếng của sân vận động được gọi là Csáki-stand được đặt theo tên của người hâm mộ, József Csáki. 

Diósgyőri Stadion mới khai trương năm 2018

Năm 2016, việc xây dựng một sân vận động mới đã được bắt đầu.
Vào ngày 20 tháng 6 năm 2017, Diósgyőr không thể chơi trận đấu trên sân nhà của họ tại Mezőkövesdi Városi Stadion do sân cỏ không thể chịu đựng được. Do đó, Diósgyőr sẽ chơi các trận đấu trên sân nhà Nemzeti Bajnokság I 2017-18 tại sân vận động của Debreceni VSC ', Nagyerdei Stadion, ở Debrecen.
Vào ngày 5 tháng 5 năm 2018, sân vận động mới đã được khai trương chính thức. Trận đấu chính thức đầu tiên được diễn ra giữa Diósgyőr và Mezkőkövesd trong mùa giải Nemzeti Bajnokság I 2017-18. Trận đấu kết thúc với chiến thắng 1-0 cho kình địch vùng Borsod Mezőkövesd. Bàn thắng đầu tiên được ghi bởi Dražić ở phút thứ 88 của trận đấu.

## Cổ động viên
Diósgyőr có một trong những người ủng hộ nhất ở Hungary và hầu hết mọi người trong thị trấn đều thích bóng đá. Trong mùa giải 2007-08, số người tham dự trung bình trong các trận đấu của Diósgyőr là 5063, với DVTK là đội được truy cập nhiều nhất ở NB I. Vào mùa cao điểm, 10.000 người hâm mộ đã khuyến khích đội. Trong mùa giải 2011-12, số lượng người hâm mộ trung bình là 7793, với đội có số khán giả nhiều nhất,  đạt đỉnh 11.398 khán giả. Mối quan hệ với những người ủng hộ Nyíregyháza, Ferencváros và Újpest đặc biệt xấu. Người hâm mộ DVTK trước đây đã đồng cảm với đội đỏ và trắng khác ở Đông Hungary, những người ủng hộ DVSC. Trong những năm gần đây, mối quan hệ thân thiện với những người ủng hộ Szeged đã phát triển và họ có một tình bạn với những người hâm mộ Ba Lan của GKS Bełchatów.
Vào ngày 19 tháng 7 năm 2014, UEFA đã ban hành lệnh trừng phạt đối với Ferencváros và Diósgyőr và Slovakia, Spartak Trnava, theo sau hành vi phân biệt chủng tộc của người hâm mộ của họ trong trận đấu vòng loại Europa League 2014-15 với các đội bóng của Sliema Wanderers, Birkirkara và Hibernians. Ferencvaros bị ảnh hưởng nặng nề nhất bởi các biện pháp của UEFA khi câu lạc bộ bị phạt 20.000 euro và đóng cửa một phần sân vận động sau những tiếng hô khỉ và biểu ngữ phân biệt chủng tộc được hiển thị ở cả hai chân ở Malta và Hungary.

## Danh hiệu

### Quốc nội

#### Giải vô địch
- Nemzeti Bajnokság II:
  - Vô địch (6): 1949–50, 1953, 1956, 1962–63, 1973–74, 2010–11
  - Á quân (3): 1965, 1990–91, 1996–97

#### Cúp
- Magyar Kupa:
  - Vô địch (2): 1976–77, 1979–80
  - Á quân (4): 1941–42, 1965, 1980–81, 2013–14
- Ligakupa:
  - Vô địch (1): 2013–14

## Cầu thủ

### Đội hình hiện tại
Tính đến 4 tháng 9 năm 2019
Ghi chú: Quốc kỳ chỉ đội tuyển quốc gia được xác định rõ trong điều lệ tư cách FIFA. Các cầu thủ có thể giữ hơn một quốc tịch ngoài FIFA.
| Số | VT | Quốc gia      | Cầu thủ          |
| -- | -- | ------------- | ---------------- |
| 1  | TM | Hungary       | Erik Bukrán      |
| 4  | HV | Hungary       | Márk Tamás       |
| 7  | TĐ | Hungary       | Gábor Makrai     |
| 8  | TĐ | Kosovo        | Florent Hasani   |
| 9  | TĐ | Hungary       | Patrik Bacsa     |
| 10 | TĐ | Thụy Sĩ       | Haris Tabaković  |
| 12 | TĐ | Bắc Macedonia | Mirko Ivanovski  |
| 14 | TV | Hungary       | Dávid Márkvárt   |
| 15 | HV | Hungary       | András Vági      |
| 17 | TV | Ukraina       | Serhiy Shestakov |
| 18 | TV | Hungary       | Borisz Tóth      |
| 20 | TV | Hungary       | Bence Szabó      |
| 22 | TV | Hungary       | Barnabás Tóth    |
| 25 | HV | Serbia        | Dušan Brković    |
| 26 | TV | Hungary       | Kornél Szűcs     |

| Số | VT | Quốc gia   | Cầu thủ             |
| -- | -- | ---------- | ------------------- |
| 27 | TĐ | Hungary    | Dániel Prosser      |
| 28 | TV | Bồ Đào Nha | Rui Pedro           |
| 31 | HV | Hungary    | Marcell Farkas      |
| 33 | HV | Hungary    | Kristóf Polgár      |
| 44 | TM | Serbia     | Branislav Danilović |
| 47 | TĐ | Hungary    | Richárd Zsolnai     |
| 48 | HV | Serbia     | Dejan Karan         |
| 70 | TĐ | Hungary    | Kristóf Korbély     |
| 75 | HV | Hungary    | Marcell Orosz       |
| 81 | HV | Hungary    | Patrik Ivánka       |
| 88 | TV | Ghana      | Joachim Adukor      |
| 90 | TV | Hungary    | Bence Iszlai        |
| 92 | HV | Hungary    | Donát Orosz         |
| 97 | TĐ | Hungary    | Gábor Boros         |
| 99 | TM | Hungary    | Botond Antal        |

### Cho mượn
Ghi chú: Quốc kỳ chỉ đội tuyển quốc gia được xác định rõ trong điều lệ tư cách FIFA. Các cầu thủ có thể giữ hơn một quốc tịch ngoài FIFA.
| Số | VT | Quốc gia | Cầu thủ |
| -- | -- | -------- | ------- |

| Số | VT | Quốc gia | Cầu thủ |
| -- | -- | -------- | ------- |

## Nhân viên

### Ban giám đốc
| Chức vụ                 | Tên            |
| ----------------------- | -------------- |
| Chief executive officer | Gergely Sántha |
| Executive assistant     | Tamás Gábor    |

### Management
| Position                  | Name            |
| ------------------------- | --------------- |
| Technical director        | Trống           |
| Head coach                | Fernando        |
| Assistant coach           | László Vas      |
| Huấn luyện viên thể hình  | Attila Dobos    |
| Huấn luyện viên thủ môn   | József Andrusch |
| Masseur                   | Ferenc Hajba    |
| Huấn luyện viên đội dự bị | Szilárd Sütő    |
| Huấn luyện viên đội U-19  | Zoltán Fogarasi |
| Huấn luyện viên đội U-17  | Gyula Zsivóczky |
| Phân tích video           | Balázs Benczés  |

## Số liệu thống kê
|    | Cầu thủ         | Đến             | Mức phí  | Năm  |
| -- | --------------- | --------------- | -------- | ---- |
| 1. | Tamás Kádár     | Lech Poznań     | €450 000 | 2015 |
| 2. | Ákos Elek       | Changchun Yatai | €200 000 | 2015 |
| 3. | Foxi Kéthévoama | Újpest          | €200 000 | 2008 |
| 4. | László Köteles  | KRC Genk        | €150 000 | 2011 |
| 5. | Ádám Balajti    | Debrecen        | €140 000 | 2011 |

|    | Cầu thủ       | Đến        | Mức phí  | Năm  |
| -- | ------------- | ---------- | -------- | ---- |
| 1. | Gyula Hegedűs | Debrecen   | €200 000 | 2006 |
| 2. | Péter Bajzát  | Győr       | €150 000 | 2009 |
| 3. | István Fülöp  | Botoșani   | €100 000 | 2017 |
| 4. | Gábor Kovács  | Paks       | €100 000 | 2015 |
| 5. | István Bognár | Mezőkövesd | €100 000 | 2014 |